# Talleres Uchawi
Talleres Uchawi es una productora colombiana de cine independiente de autor, dedicada a la realización de piezas audiovisuales artísticas y comerciales con el lema de reflejar  historias cotidianas y de calidad. El nombre uchawi significa magia en suajili, una lengua africana.  

## Historia
La productora fue fundada en 2001 por el director y guionista Juan Pablo Bustamante. En 2002, se sumó su hermano Carlos Bustamante Restrepo, administrador de empresas y actual productor general de Talleres Uchawi.

## Producciones
El primer trabajo de la productora fue el documental promocional “Cartagena de Indias: Una historia de cinco elementos” estrenado en el año 2003, que  vendió más de 25.000 copias y recibió el primer puesto en la III Muestra de Nuevos Creadores de la 43.ª Edición del Festival de Cine de Cartagena
El 8 de abril de 2011, Talleres Uchawi estrenó su primer largometraje titulado originalmente “Lecciones para un trío” y más adelante cambiado a “Lecciones para un beso”, una comedia romántica dirigida al público masculino y cuya historia fue filmada en más de 22 localizaciones del centro histórico de la ciudad de Cartagena de Indias. Este trabajo fue leído y comentado por el premio Nobel Gabriel García Márquez.
El 14 de febrero de 2012 “Lecciones para un beso” se convertía en la primera película hispana en alquilarse a través de Facebook.
Talleres Uchawi trabaja en su segundo largometraje con el que incursionará en los géneros de acción y aventura.

## Enlaces relacionados
Juan Pablo Bustamante: Lecciones de Buen Cine entrevista con el director y guionista de Lecciones para un Beso, donde habla de la película, publicada en el periódico El Universal de Cartagena.
Un querido actor y productor italiano tiene nacionalidad colombiana, entrevista con el actor Salvo Basile para el programa El Radar de Caracol Televisión, donde hace mención sobre su participación en Lecciones para un Beso.
Cristina Umaña retoma el cine con un papel de madre, entrevista sobre su personaje en Lecciones para un Beso, en la Revista Cromos.
Lecciones de amor a la cartagenera, artículo de la sección Gente, en El Espectador.
'Lecciones para un trío', el debut en largometraje de Juan Pablo Bustamante, entrevista con el director y guionista publicada en el periódico El Tiempo.